# Elettrochoc (brano musicale)
Elettrochoc è un brano musicale dei Matia Bazar, estratto dall'album Tango (1983). Il testo è di Aldo Stellita e fatto firmare a Giancarlo Golzi, mentre la musica è di Carlo Marrale. Collabora  all'esecuzione Enzo Jannacci.

## Descrizione

### Genesi
Elettrochoc è un brano apparentemente privo di senso ma di forte connotazione politica contro la terapia elettroconvulsivante: i quattro personaggi – affetti da malattie mentali e rinchiusi in manicomio – sono introdotti attraverso delle frasi in cui sembrano delirare:
1. Cinzia, che "vorrebbe cambiare il suo vestito che, vecchio ormai, non le sta bene più su" è un riferimento alla designer milanese Cinzia Ruggeri;
2. Tony, per i cui gusti, "il pesce ha un gusto strano che non sa ma perché, se è rombo e non quadrato";
3. Flossy, che "vorrebbe andare al mare ad Hollywood, un mare che sia rosso e non così blu";
4. Johnny, che dice "lasciatemi quietare per un po', nuotare nel mar rosso non si può più".

Il ritornello, invece, parla della tortura a cui vengono conseguentemente sottoposti:
Con questo brano, la band partecipa all'undicesima edizione di Vota la voce dove, per la seconda volta, vince il concorso come "Miglior gruppo". Nello stesso anno viene pubblicato un maxi-singolo in formato 12" (Ariston ARX 16027), contenente sia una versione estesa (6:22) – poi inserita nella raccolta Fantasia - Best & Rarities, un doppio CD del 2011 – che una strumentale (5:47) del brano; quest'ultima esiste anche su singolo 7" accorciata a 4 minuti.

### Versione solista di Antonella Ruggiero
Nel 1997, la stessa Antonella Ruggiero include una nuova versione del brano, eseguita insieme ai Bluvertigo che curano anche l'arrangiamento nel suo secondo album da solista Registrazioni moderne. Il CD, che è una raccolta in cui Antonella reinterpreta, con la collaborazione di altri gruppi, canzoni dell'epoca in cui era stata la voce dei Matia Bazar, viene ristampato l'anno successivo e rimasterizzato nel 2006.

## Tracce
Testi di Aldo Stellita, fatti firmare a Giancarlo Golzi. Musiche di Carlo Marrale.

### Singolo 12"
Italia
Lato A
1. Elettrochoc (feat. Enzo Jannacci) – 6:22

Lato B
1. Elettrochoc (strumentale) – 5:47

 Europa
Lato A
1. Elettrochoc (feat. Enzo Jannacci) – 6:22

Lato B
1. Vacanze romane (Festival di Sanremo 1983) – 4:04
2. Elettrochoc (strumentale) – 5:47

Durata totale: 9:51

### Singolo 7"
Spagna
Lato A
1. Elettrochoc (feat. Enzo Jannacci) – 4:49

Lato B
1. Tango nel fango – 3:27 (testo: Salvatore Stellita)

 Europa
Lato A
1. Elettrochoc (feat. Enzo Jannacci) – 4:49

Lato B
1. Elettrochoc (strumentale) – 4:00

## Formazione

### Versione originale dei Matia Bazar

#### Gruppo
- Antonella Ruggiero – voce, mimo
- Carlo Marrale – chitarra, tastiera
- Aldo Stellita – basso
- Giancarlo Golzi – batteria, percussioni
- Mauro Sabbione – tastiere

#### Altri musicisti
- Roberto Colombo – sintetizzatore, drum-machine, programmazione batterie elettroniche
- Enzo Jannacci – voce del traduttore

### Versione solista di Antonella Ruggiero
- Antonella Ruggiero – voce
- Bluvertigo:
  - Morgan – basso, voce del traduttore
  - Andrea Fumagalli – tastiere
  - Livio Magnini – chitarra
  - Sergio Carnevale – batteria